# Saprosites dudichi
Saprosites dudichi är en skalbaggsart som beskrevs av S. Endrödi 1951. Saprosites dudichi ingår i släktet Saprosites och familjen Aphodiidae. Inga underarter finns listade i Catalogue of Life.